# 赵亚曾
赵亚曾（1898年—1929年），字予仁，男，直隶（今河北）蠡县人，中国古生物学家、地层学家、区域地质学家，曾任农矿部地质调查所技师兼古生物研究室主任。